# Coradion
Genre
Coradion est un genre de poissons marins de la famille des Chaetodontidae.

## Répartition
Les espèces du genre Coradion sont des poissons de récifs qui se rencontrent dans le bassin Indo-Pacifique. Selon les espèces, ces poissons sont présents entre 3 et 128 m de profondeur.

## Description
Ces poissons mesurent une quinzaine de centimètres de longueur totale.

## Liste des espèces
Selon World Register of Marine Species (18 avril 2024) :
- Coradion altivelis McCulloch, 1916
- Coradion calendula Matsunuma, Motomura & Seah, 2023
- Coradion chrysozonus (Cuvier, 1831)
- Coradion melanopus (Cuvier, 1831)

## Taxonomie
Le nom valide complet (avec auteur) de ce taxon est Coradion Kaup, 1860,.

### Publication originale
- (de) J. Kaup, « Ueber die Chaetodontidae », Archiv für Naturgeschichte, Berlin, vol. 26, no 1,‎ 1860, p. 133-156 (ISSN 0365-6136, lire en ligne, consulté le 18 avril 2024).